# Nikken Sekkei
Nikken Sekkei (日建設計) est la plus importante agence d'architecture indépendante du Japon. En 2016 c'est la troisième plus grande agence d'architecture du monde par le nombre d'architectes. Fondée en 1900 et basée à Tokyo, elle comprend en avril 2020, 2 885 collaborateurs dont plus de 1 300 architectes et a participé à des projets dans une cinquantaine de pays essentiellement en Asie notamment au Japon, en Chine, à Singapour, en Malaisie, mais aussi aux Émirats Arabes Unis et en Afrique. L'agence propose des services d'urbanisme, de conseils en ingénierie aussi bien que d'architecture.
Nikken Sekkei qui est renommée pour son soin apporté aux détails a conçu un très grand nombre de gratte-ciel (plus de 140) en collaboration parfois avec d'autres agences surtout à partir des années 1990 au Japon et dans d'autres pays du monde dont la Turquie (TAT Towers à Istanbul).
Nikken Sekkei est, parmi les cabinets d'architecture japonais, celui qui a conçu le plus de gratte-ciel. C'est une des agences d'architecture japonaises les plus internationales avec celle créée par Kenzō Tange.

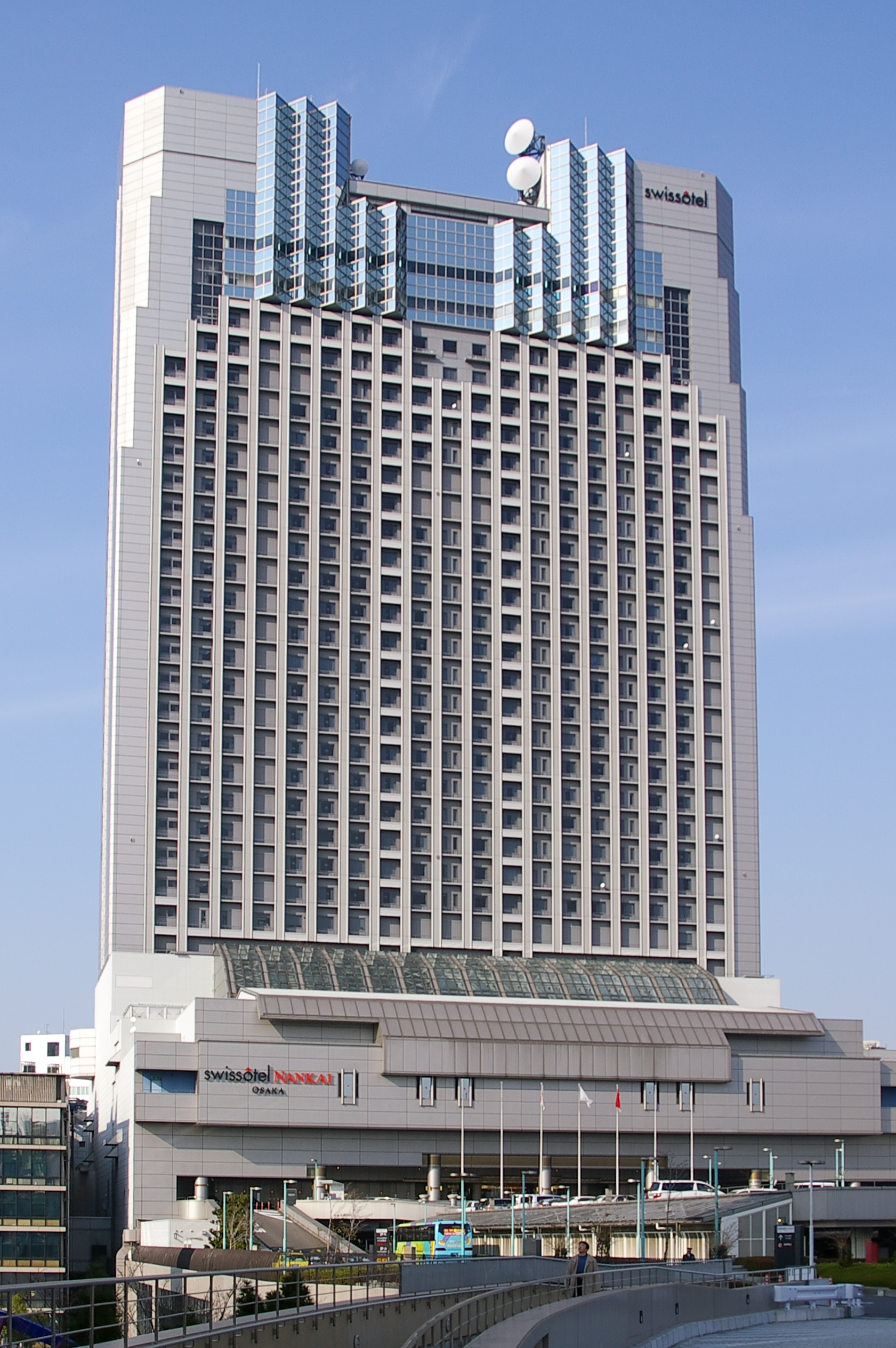
Swissôtel Nankai à Osaka, 1990

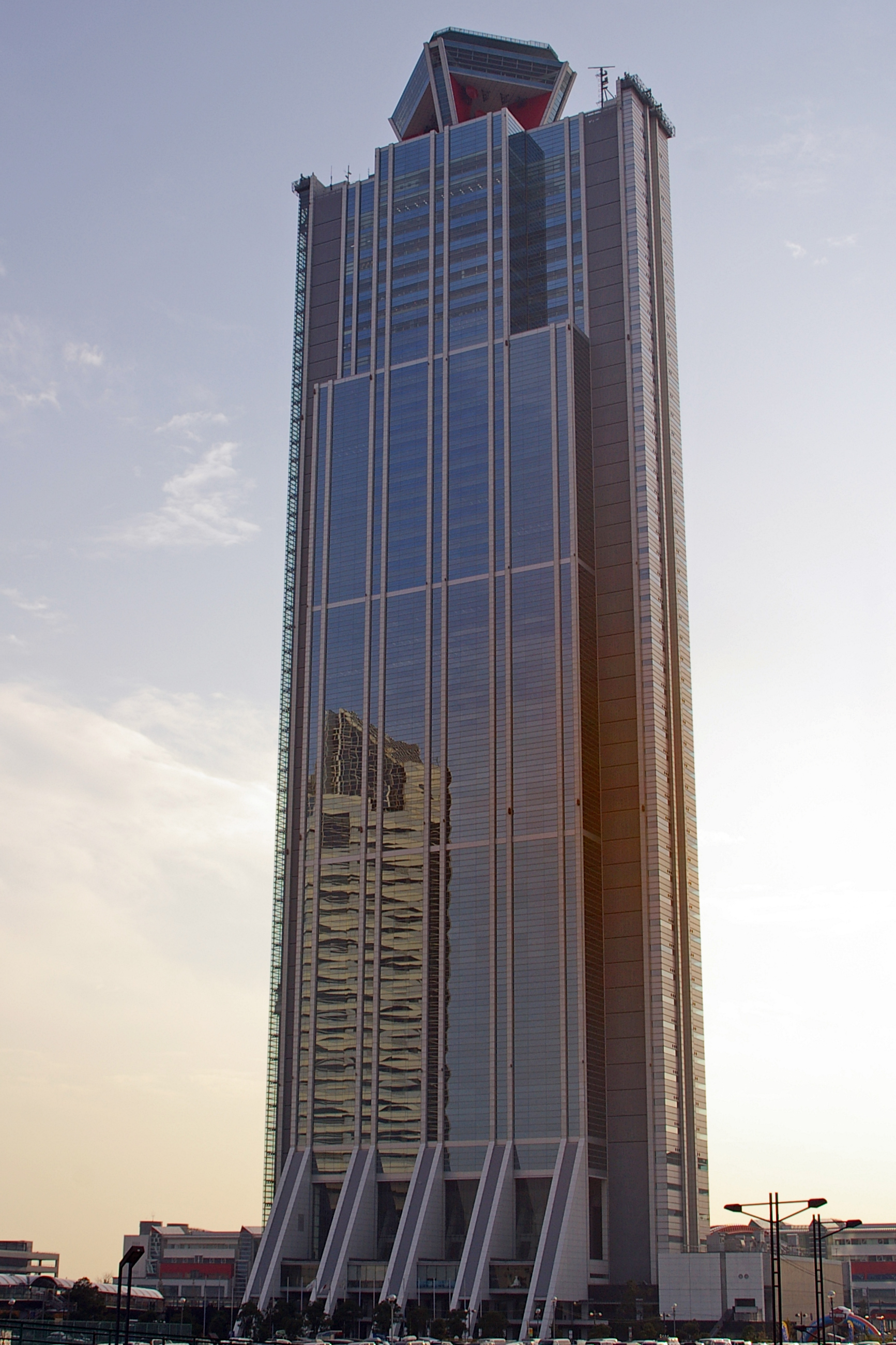
Osaka World Trade Center à Osaka, 1995

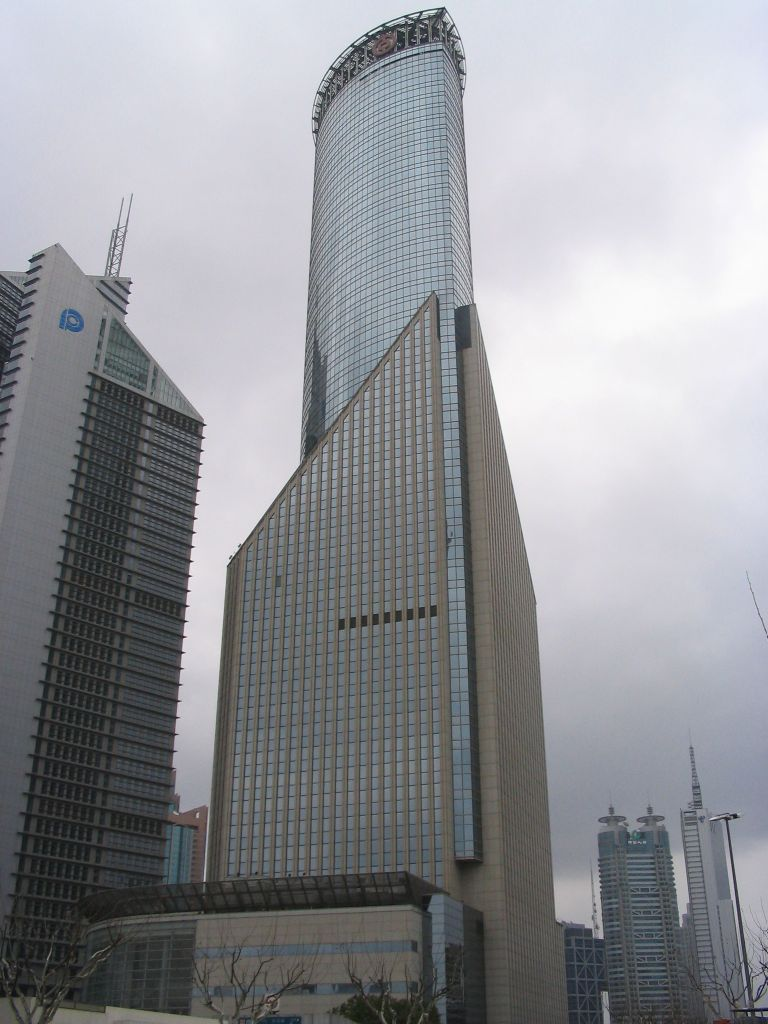
Bank of China Tower (Shanghai), 2000

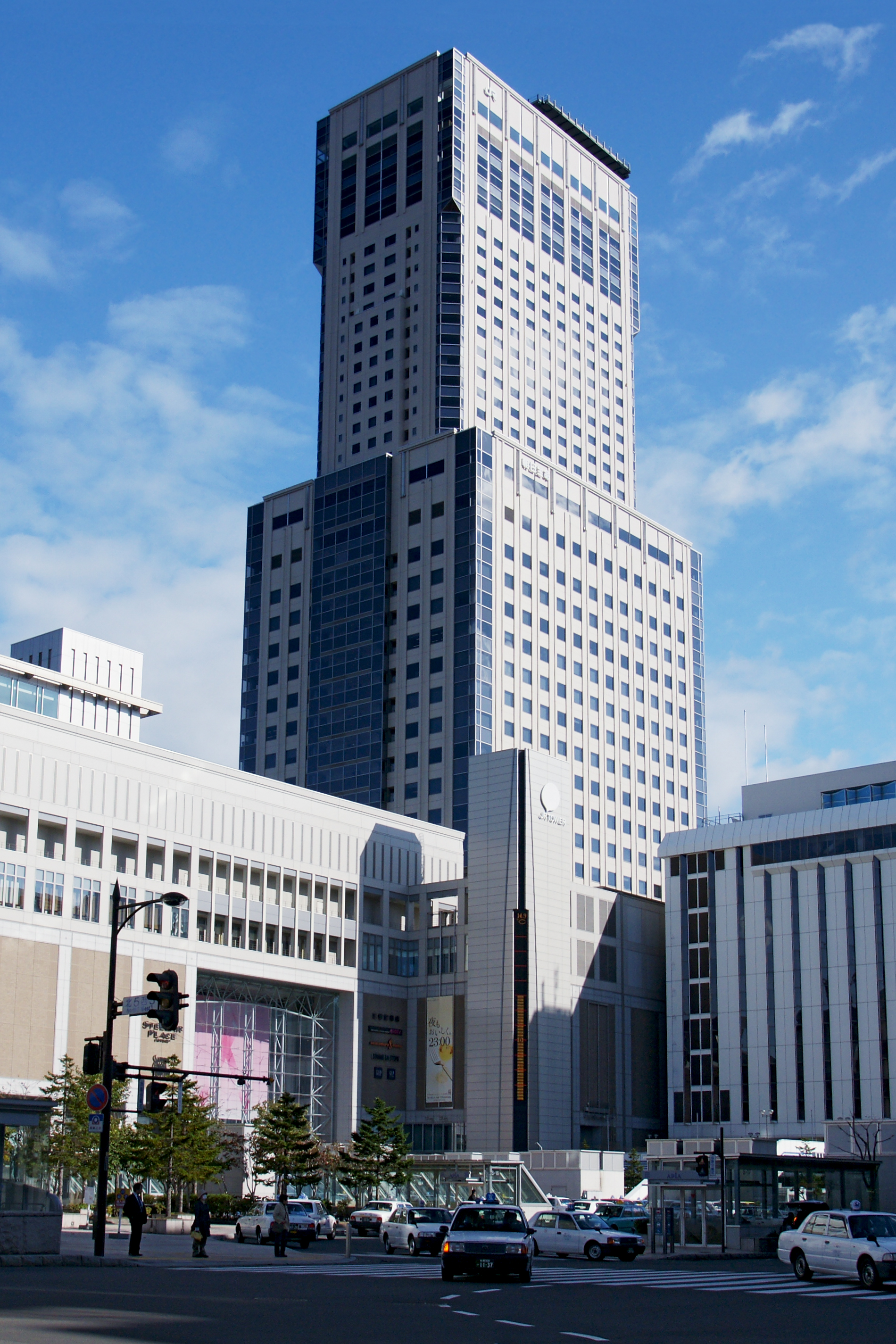
JR Tower à Sapporo

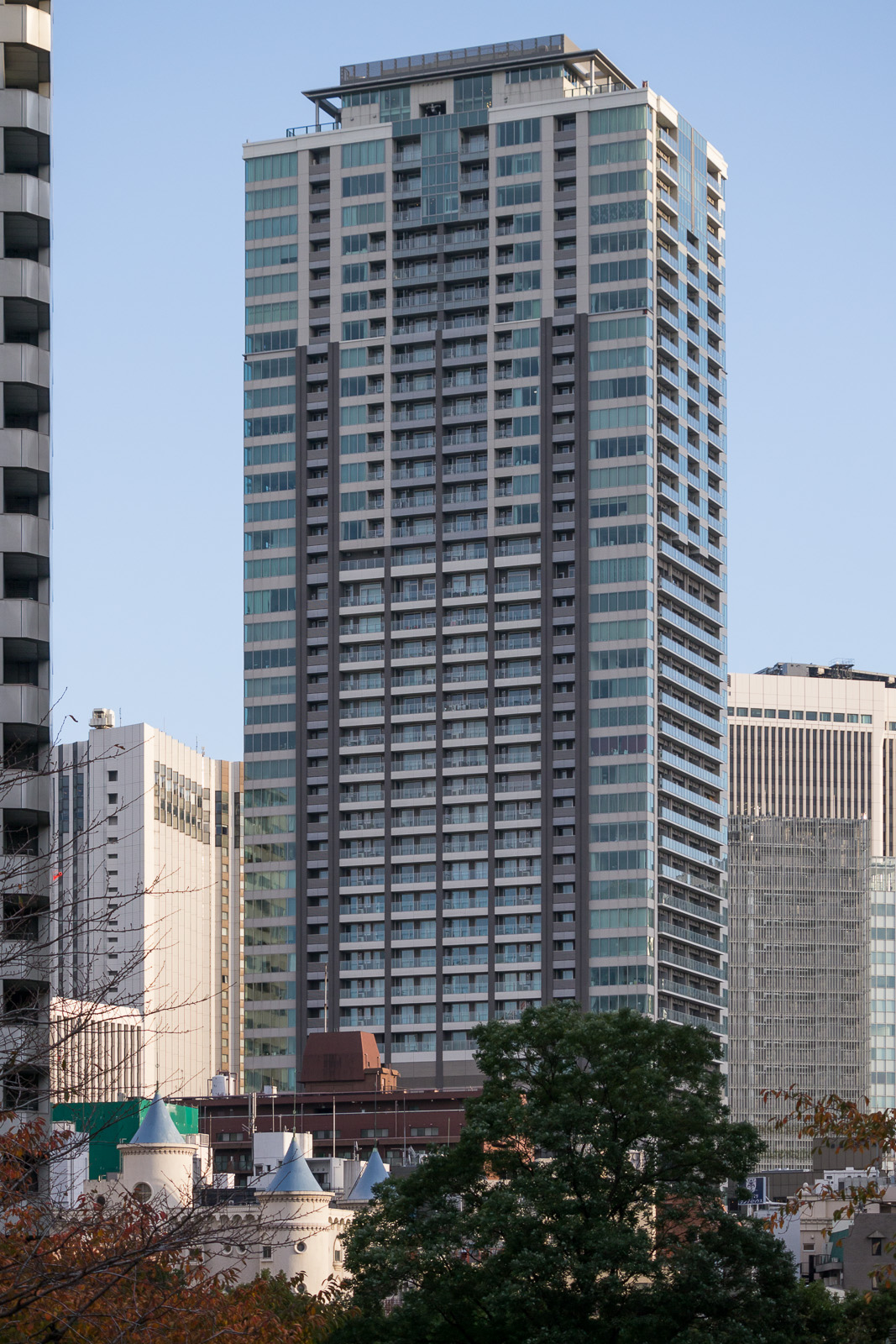
Akasaka Tower Residence à Tokyo

## Quelques réalisations

### Années 1980
- Kobe Portopia Hotel, Kōbe, 1981
- Trade Tower, Seoul, Corée du sud, 1988
- Kobe City Hall, Kōbe, 1989

### Années 1990
- Swissôtel Nankai, Osaka, 1990
- NEC Supertower, Tokyo, 1990
- Matsushita IMP Building, Osaka, 1990
- Yokohama Grand Intercontinental Hotel, Yokohama, 1991
- Toyosu Center Building, Tokyo, 1992
- Mizuno Crystal Building, Osaka, 1992
- Kobe Harbourland Center (ja), Kobe, 1992
- Sumitomo Chemical Engineering Center Building, Chiba, 1993
- NTT Credo Motomachi Building, Hiroshima, 1993
- Rihga Royal Hotel Kokura, Kitakyushu, 1993
- Bunkyo Civic Center à Tokyo, 1994
- Osaka World Trade Center à Osaka, 1995
- Rinku Gate Tower à Izumisano (près d'Osaka), 1996
- Pias Tower à Osaka, 1996
- JR East Japan Headquarters à Tokyo, 1997
- Odakyu Southern Tower à Tokyo, 1998
- Meiji University Liberty Tower, Tokyo, 1998
- Canal Town Center, Kobe, 1998
- Trellis Towers, Singapour, 1998
- Gate City Ohsaki, à Tokyo, 1998
- Nishi Shinjuku Mitsui Building à Tokyo, 1999

### Années 2000
- Bank of China Tower (Shanghai), à Shanghai (Chine),  2000
- Harumi Island Triton Square Tower Y, à Tokyo, 2000
- Yasuda Seimei, à Osaka, 2000
- Umeda Dai Building à Osaka, 2000
- TAT Towers à Istanbul (Turquie),  2000
- Shinjuku Oak Tower à Tokyo, 2002
- Nittochi Nishi Shinjuku Building, Tokyo, 2002
- Namba Park Tower à Osaka, 2003
- JR Tower à Sapporo, 2003
- Garden Air Tower à Tokyo, 2003
- City Tower Osaka à Tokyo, 2003
- Daido Seimei Kasumigaseki, à Tokyo, 2003
- Aurora Plaza à Shanghai (Chine),  2003
- Nihon Seimei Marunouchi à Tokyo, 2004
- Osaka Stock Exchange Building, Osaka, 2004
- Kansai Electric Power Building à Osaka, 2004
- Toyosu IHI Building à Tokyo, 2006
- Mode Gakuen Spiral, à Nagoya, 2008.
- Akasaka Tower Residence, Tokyo, 2008
- One Lujiazui à Shanghai (Chine),  2008
- Ichikawa Station South Exit Redevelopment Tower B, Ichikawa, 2008
- Laurel Tower Umeda, Osaka, Japon, 2008
- City Tower Toyosu The Twin, Tokyo, 2009
- Naka-Meguro Atlas Tower, Tokyo, 2009
- Ichikawa The Towers West Premium Residence, Ichikawa, 2009
- City Tower Azabu Juban, Tokyo, 2009

### Années 2010
- Mitsui Sumitomo Bank Office Building à Tokyo, 2010
- Minami Honmachi Garden City à Osaka, 2011
- The Roppongi Tokyo à Tokyo, 2011
- Tokyo Skytree à Tokyo, 2012
- Grand Front Osaka Tower C Intercontinental Hotel à Osaka, 2013
- Ningbo Global Shipping Plaza à Ningbo en Chine, 2015
- Sumitomo Fudosan Shinjuku Garden Tower à Tokyo, 2016
- Camp Nou à Barcelone, remodélation du stade du FC Barcelone, 2016
- Burj Al Alam à Dubaï, construction suspendue.